# Danny Sandoval
Danny Sandoval (n. 7 de abril de 1979 en el Estado Lara, Venezuela) es un jugador de béisbol que juega en los Filis de Filadelfia en las Grandes Ligas de Béisbol. Sandoval es un bateador ambidiestro que lanza la pelota con la derecha y juega en diversas posiciones dentro del campo corto. Hizo su debut en las grandes ligas el 17 de julio de 2005.
Después de pasar siete temporadas en las ligas menores con la organización de los Chicago White Sox y los Colorado Rockies, Sandoval firmó con los Filis antes del inicio de la temporada 2005. Fue llamado al equipo mayor para reemplazar a Geoff Geary tras celebrarse el Juego de las Estrellas.
La versatilidad de Sandoval al poder jugar diversas posiciones le ha resultado ventajosa. Puede optar a un puesto definitivo en el equipo, pero es bastante probable que descienda nuevamente a las ligas menores en cuanto se recupere alguno de los jugadores lesionados de los Filis.
Junto con Bobby Abreu, Ugueth Urbina, Tomás Pérez y Endy Chávez, con Sandoval son cinco los jugadores venezolanos en el equipo de los Filis.
Sandoval ha participado en tres juegos durante la temporada 2005.